# 杭州电子科技大学

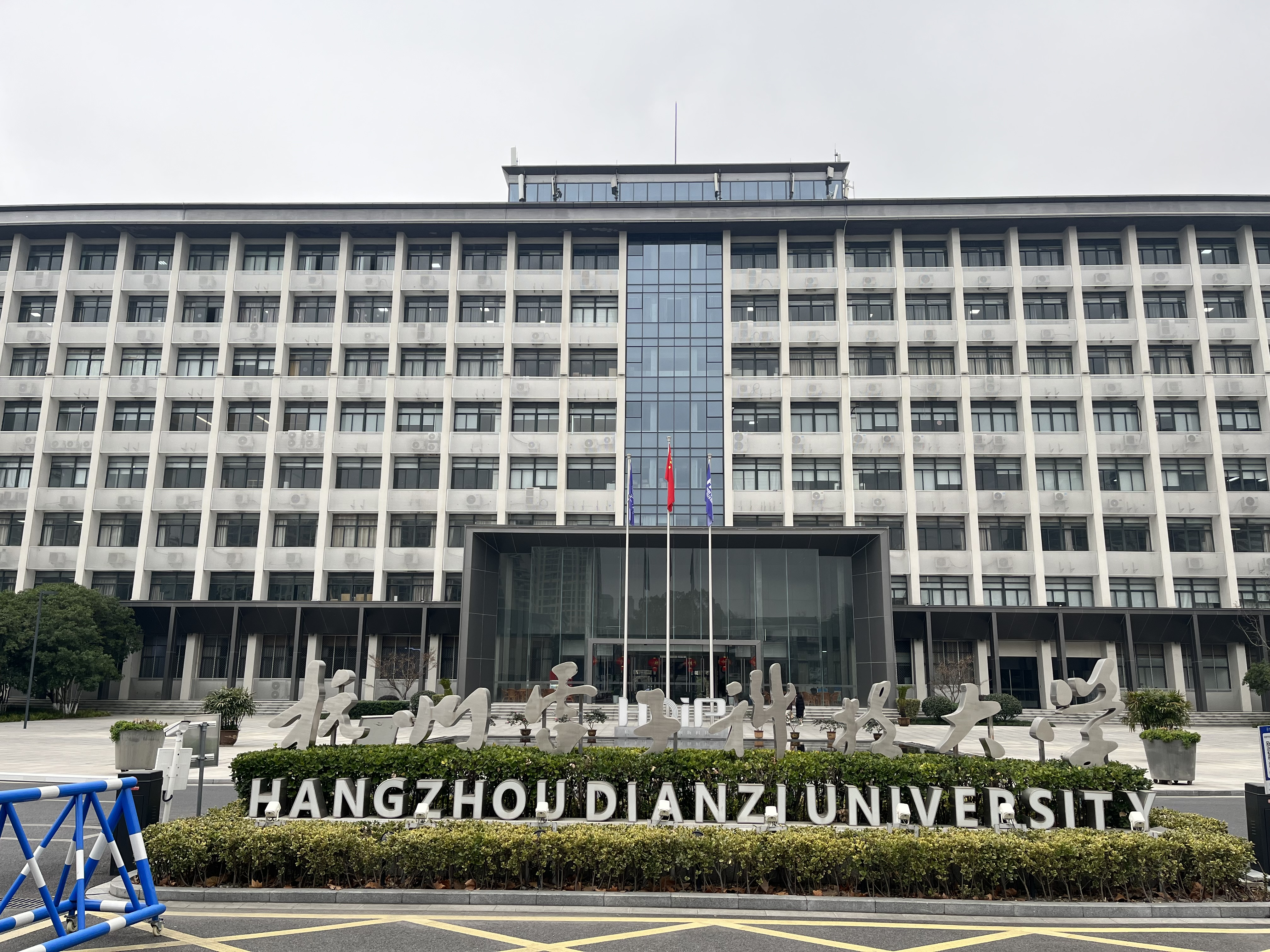
文一校区正门

杭州电子科技大学，简称杭电，是一所位于中国大陆浙江省杭州市的教学研究型大学。学校的前身是成立于1956年的杭州航空工业财经学校，2004年改为现名。学校现有下沙、文一、东岳、下沙东、青山湖五个校区，占地面积2500余亩，现有普通全日制在校生28000余人，教职员工2300余人。杭州电子科技大学同时是浙江省首批重点建设的5所高校之一。

## 历史沿革
| 单位名称               | 起止时间        | 隶属关系                                                                          | 校址                                 | 备注                                      |
| ---------------------- | --------------- | --------------------------------------------------------------------------------- | ------------------------------------ | ----------------------------------------- |
| 杭州航空工业财经学校   | 1956.03-1958.06 | 第二机械工业部                                                                    | 杭州文三路                           | 新建                                      |
| 杭州航空工业学校       | 1958.06-1958.12 | 第一机械工业部                                                                    | 杭州文三路                           | 学校改名                                  |
| 浙江机电专科学校       | 1958.12-1961.04 | 浙江省机械工业厅                                                                  | 杭州文三路                           | 中央下放地方 与浙江机械专科学校电机科合并 |
| 浙江机械工业学校       | 1961.04-1965.01 | 浙江省机械工业厅，1962年 11月后归第三机械工业部领导， 1963年3月后归第四机械工业部 | 杭州文三路                           | 中央回收                                  |
| 杭州无线电工业管理学校 | 1965.01-1970.02 | 第四机械工业部                                                                    | 杭州文三路                           | 学校改名                                  |
| 国营学军机械厂         | 1970.02-1973.05 | 第四机械工业部                                                                    | 杭州文三路                           | 学校改厂 厂办学校                         |
| 杭州无线电工业学校     | 1973.06-1980.04 | 第四机械工业部                                                                    | 杭州文一路                           | 恢复学校                                  |
| 杭州电子工业学院       | 1980.05-1988.03 | 电子工业部                                                                        | 杭州文一路                           | 经国务院批准，改建学院                    |
| 杭州电子工业学院       | 1988.04-1993.03 | 机械电子工业部                                                                    | 杭州文一路                           |                                           |
| 杭州电子工业学院       | 1993.04-1998.03 | 电子工业部                                                                        | 杭州文一路                           |                                           |
| 杭州电子工业学院       | 1998.04-2000.05 | 信息产业部                                                                        | 杭州文一路                           |                                           |
| 杭州电子工业学院       | 2000.05-2004.05 | 浙江省人民政府                                                                    | 杭州文一路 杭州龙驹坞路 下沙高教园区 | 2003年1月与杭州出版学校合并               |
| 杭州电子科技大学       | 2004.05-至今    | 浙江省人民政府                                                                    | 杭州文一路 杭州龙驹坞路 下沙高教园区 | 学校更名                                  |

## 校区

### 下沙校区
本部。

### 下沙东校区
软件工程学院校区。

### 文一校区
老校区。

### 东岳校区
杭州电子科技大学信息工程学院校区。

### 青山湖校区
杭州电子科技大学信息工程学院新校区。

## 机构设置

### 党政管理部门
- 党委办公室、校长办公室
- 党委组织部
- 党委统战部
- 党委宣传部
- 新闻中心
- 纪检监察办公室、审计处
- 发展规划处、学科建设办公室
- 教务处
- 科学技术研究部
- 党委学生工作部
- 研究生院、党委研究生工作部
- 人事处
- 计划财务处
- 国际交流合作处、港澳台事务办公室
- 校园建设和管理处
- 实验室与设备管理处
- 离退休工作处
- 保卫处
- 招生就业处
- 继续教育管理处
- 国有资产管理办公室

### 教学与科研机构
- 机械工程学院
- 电子信息学院
- 通信工程学院
- 自动化学院
- 计算机学院
- 材料与环境工程学院
- 生命信息与仪器工程学院
- 软件工程学院
- 理学院
- 经济学院
- 管理学院
- 会计学院
- 外国语学院
- 数字媒体和艺术设计学院
- 人文与法学院
- 马克思主义学院
- 体育与艺术教学部
- 卓越学院
- 杭电圣光机联合学院
- 国际教育学院
- 网络空间安全学院、浙江保密学院
- 继续教育学院

### 群团组织
- 工会
- 团委

### 直属单位
- 图书馆
- 网络信息中心
- 采购中心
- 校友工作办公室

### 服务单位
- 后勤服务总公司（杭州文一教育发展有限公司）

### 独立学院
- 杭州电子科技大学信息工程学院

## 历任领导

### 书记
- 刘光 1956.6-1962.12
- 李光 1963.6-1968.9
- 郑廉 1973.12-1978.10
- 方乔 1978.10-1980.5
- 王士英 1980.5-1985.2
- 周行权 1985.2-1988.4
- 王骏 1988.4-1995.8
- 曹金荣 1995.8-1999.3
- 方华 1999.3-2011.9
- 费君清 2011.9-2015.10
- 王兴杰 2015.10-2024.1[1]
- 吴卿 2024.1-至今[2]

### 校长（院长）
- 周晓光 1958.01-1961.04
- 周锡铭 1961.04-1966.02
- 郑廉 1973.12-1978.10
- 蒋葆增 1980.05-1982.12
- 王祖耆 1983.01-1988.04
- 周行权 1988.04-1993.07
- 严晓浪 1993.07-1999.03
- 叶明 1999.03-2003.06
- 薛安克 2003.06-2017.04
- 朱泽飞 2017.04-2024.1 [3][4]
- 陈积明 2024.1-至今[2]